# Roșia Poieni

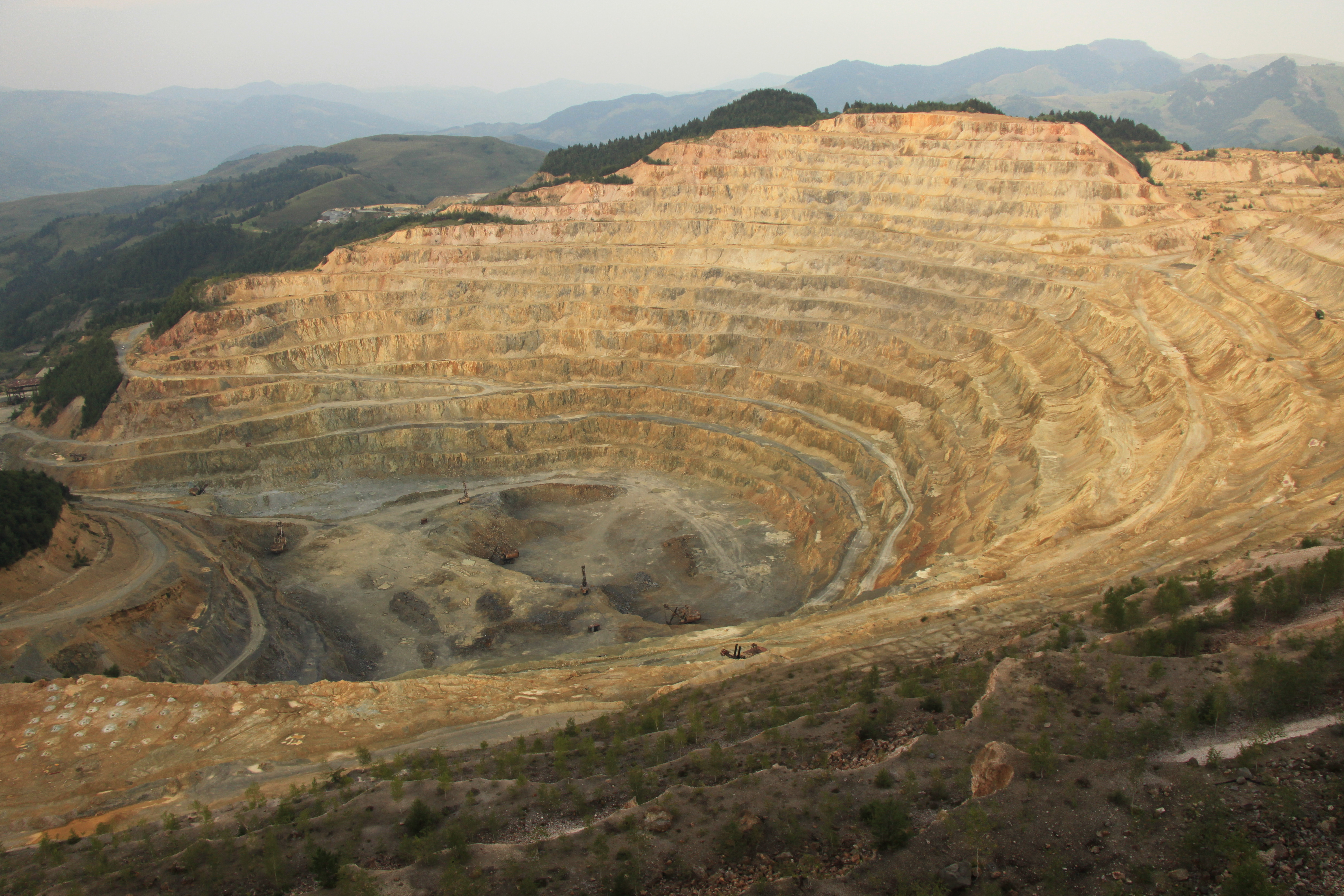
Cariera Roșia Poieni

Roșia Poieni este o exploatare de suprafață de cupru din Munții Apuseni, situată la 90 km nord-vest de Alba Iulia și 7 km la sud de Râul Arieș, în comuna Lupșa. Exploatarea carierei a început în anul 1978, în zona Abrud-Musca-Bucium a Apusenilor, producția de cupru începând în 1983.
Este cel mai mare zăcământ diseminat de cupru și aur din România, rezervele sale reprezentând 65% din totalul cantității de cupru din România. Mina produce minereu din care se pot extrage aproximativ 5.000 de tone de cupru pe an, fiind exploatată de compania de stat Cuprumin.